# Schiaffo del soldato

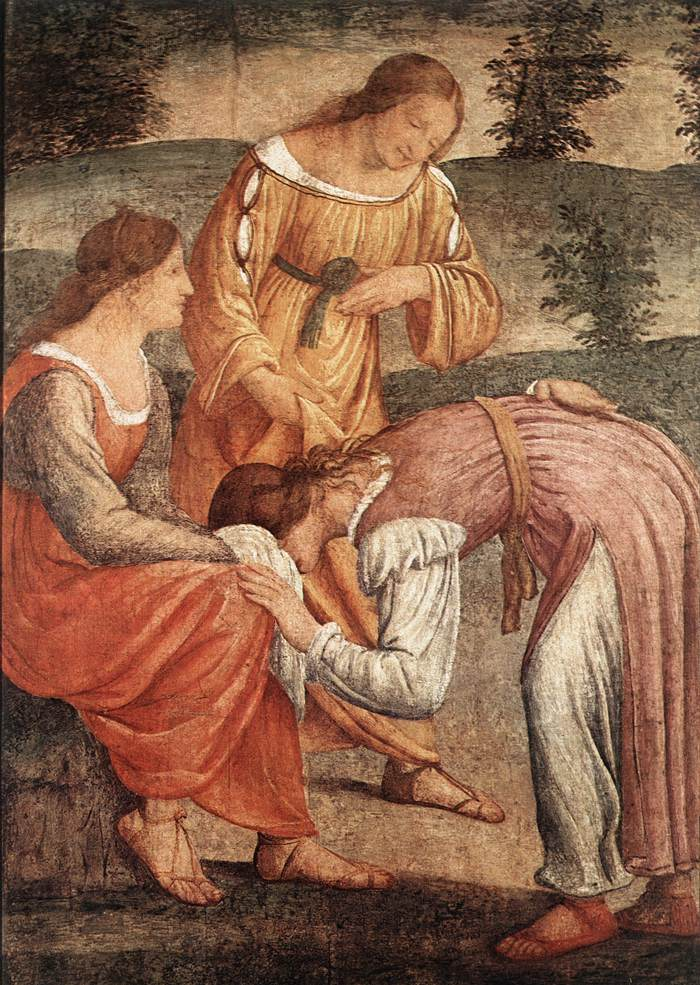
Il gioco della "mano calda", Bernardino Luini, 1520 circa

Lo schiaffo del soldato è un gioco di gruppo. Deve il suo nome agli ambienti di leva, dove era popolare.
È attestato nei vangeli, durante la passione di Cristo, in Matteo [Mt 26,68]
«dicendo: "O Cristo profeta, indovina! Chi ti ha percosso?"», in Marco [Mc 14,65]: «Alcuni cominciarono a sputargli addosso; poi gli coprirono la faccia e gli davano dei pugni dicendo: "Indovina, profeta!" E le guardie si misero a schiaffeggiarlo», infine in Luca [Lc 22,64]: «poi lo bendarono e gli domandavano: "Indovina, profeta! Chi ti ha percosso?"».

## Funzionamento
Il gioco non ha bisogno di nessuna attrezzatura, consiste semplicemente nel far girare una persona o comunque nel coprirle la visuale, mentre una persona scelta tra il gruppo le colpisce una mano piegata dietro alla schiena: chi "sta sotto" deve poi indovinare chi ha tirato lo schiaffo, se indovina scambia il posto con chi è stato scoperto, altrimenti deve stare sotto un altro turno. Mentre la vittima cerca di indovinare chi lo ha colpito, tutti gli altri di solito fanno roteare un dito in aria.
Le origini del gioco si perdono nei secoli, ma è l'Italia che presenta le opere più antiche al riguardo. Sebbene conosciuto con vari nomi, presumibilmente varianti del ludo, troviamo la sua rappresentazione in dipinti e affreschi come ad esempio, il ciclo di Villa La Pelucca di Bernardino Luini (1520 circa). Di seguito, forse ispirata alle opere italiane del Rinascimento, la Francia esordisce con la serie dei Giochi di società di Jean-Honoré Fragonard (1775-1780 circa) e il dipinto ad olio di Paul Charles Chocarne-Moreau del 1901.

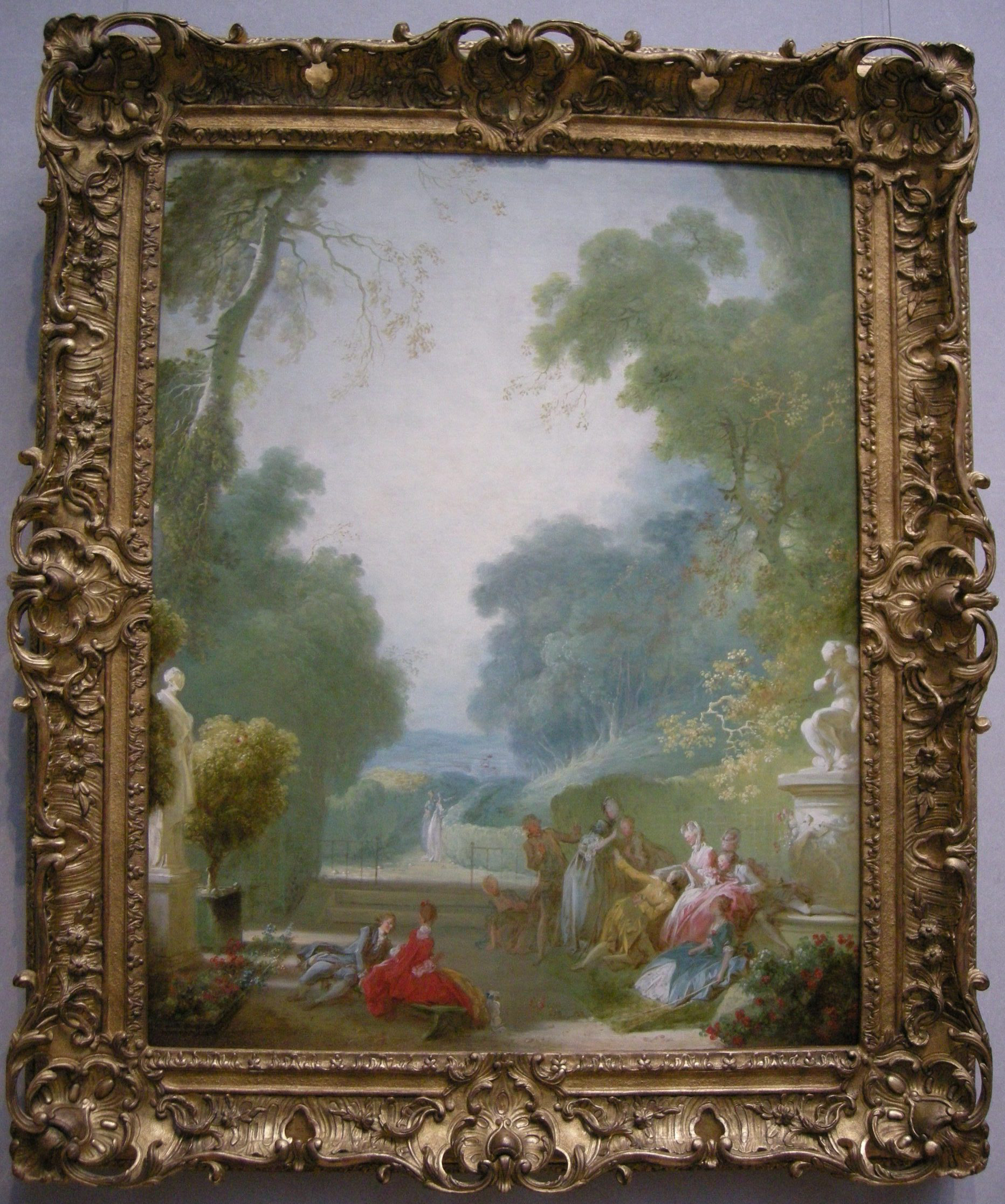
Fragonard, il "gioco delle vongole calde"